# Huisje, Boompje, Beestje
Huisje, Boompje, Beestje was een wekelijks, multimediaal Schooltv-programma, waarin kinderen werden gestimuleerd om na te denken over zichzelf, de maatschappij, natuur en techniek. In 1988 is het programma begonnen bij de Nederlandse Onderwijs Televisie (NOT). Vanaf 2014 worden er geen nieuwe afleveringen meer gemaakt. Wel worden oude afleveringen nog herhaald. Het programma was bedoeld voor kinderen uit groep 3, 4 en 5 van de basisschool.

## Presentatie
Door de jaren heen is het programma door verschillende presentatoren op verschillende manieren gepresenteerd. Wat altijd gelijk is gebleven is de combinatie van een dialoog/sketch met daarna een filmpje over het aangekondigde onderwerp.

### Harry Piekema (1988-1990)
Harry Piekema presenteerde Huisje, Boompje, Beestje van 1988 tot 1990.

### Rien en Pien (1990-1992)
Rien Kroon presenteerde samen met zijn handpopje "Pien" Huisje, Boompje, Beestje van 1990 tot 1992.

### Huub & Woes (1992-1996)
Huub Scholten presenteerde samen met de digitaal geanimeerde muis "Woes" (Stem: Beatrijs Sluijter) het programma. In iedere aflevering is Huub Scholten met de bakfiets op een andere locatie. Woes woont in de bak van de bakfiets en heeft met Huub een kleine dialoog voordat er een fragment wordt ingestart.

### Wielewingding (1996-2000)
Mats en Ferdinand (gespeeld door Siem van Leeuwen en Eric van Sauers) bevonden zich in een vliegmachine die het "Wielewingding" heet. In de eerste afleveringen was er een geheimzinnige stem die zich niet liet zien. In latere afleveringen bleek dat dit een pop genaamd Muk (gespeeld door Marike Koek) was, de bestuurster van het Wielewingding.
Met het Wielewingding bezochten ze allerlei locaties die te maken hebben met het onderwerp van de aflevering.

### Kit en Mous (2000-2002)
Kit en Mous presenteerden van 2000 tot 2002 Huisje, Boompje, Beestje.

### Erik en Raaf (2002-2009)

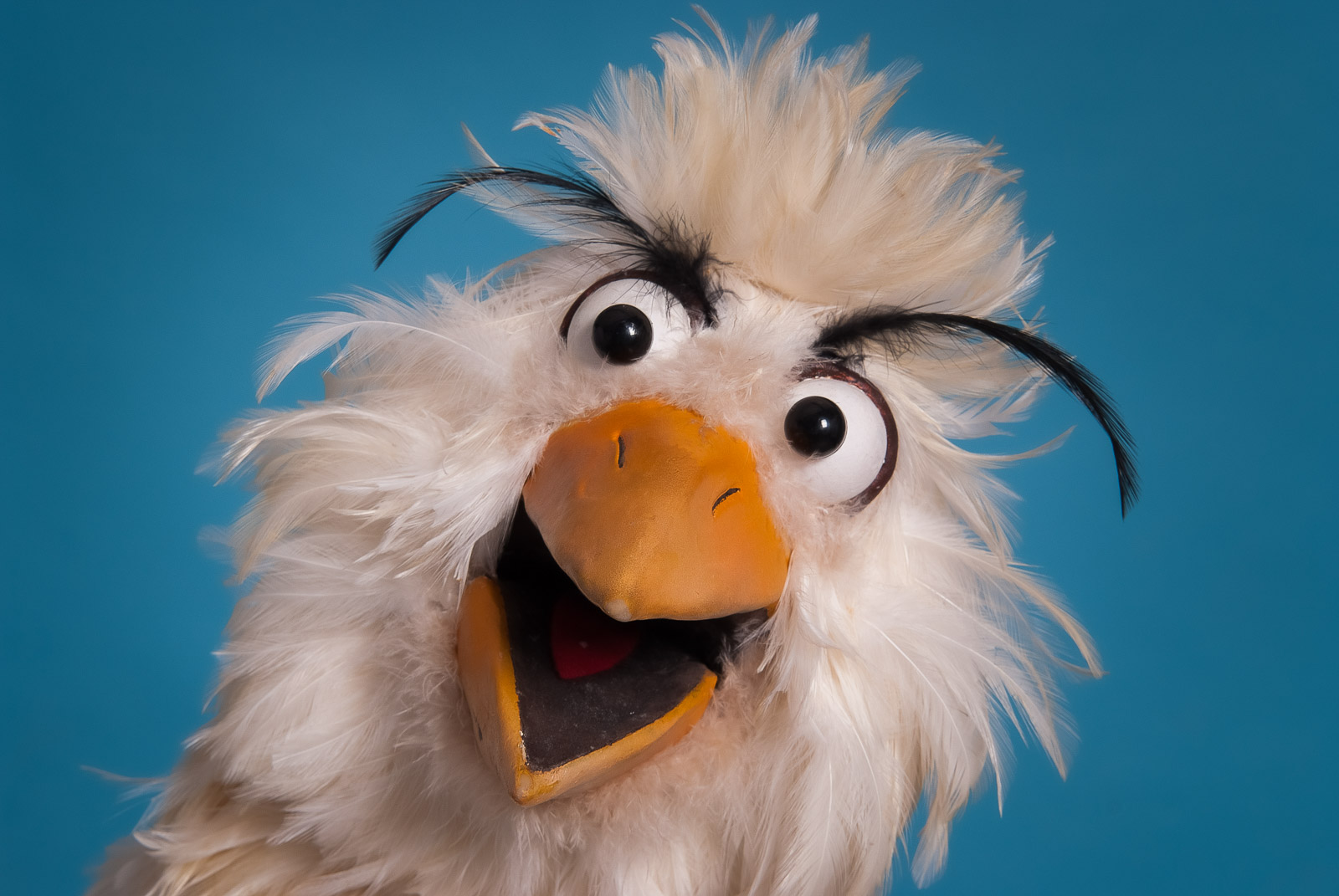
Raaf (pop, gemaakt door Max Verstappen.)

Eric-Jan Lens (Erik) en Martin Soeters (Raaf) presenteerden  Huisje, Boompje, Beestje van 2002 tot 2009.

### Raaf, Fahd en Carlijn (2009-2014)
Martin Soeters (Raaf) en Fahd Larhzaoui (Fahd) en Carlijn van Ramshorst (Carlijn) presenteerden van 2009 tot 2014 Huisje, Boompje, Beestje. Vanuit het HBB-clubhuis bespraken zij elke aflevering nieuwe onderwerpen. Miss Montreal zong de openingsleader. Urrebuk verzorgde de geanimeerde leader.

## Trivia
- De NTR heeft naar aanleiding van het 25-jarig bestaan van het programma een compilatie gepubliceerd op YouTube van alle presentatoren door de jaren heen.[1]
- De KRO kende eerder een kinderprogramma onder deze naam, dat werd uitgezonden van 1964 tot 1966.